# Festung Brod

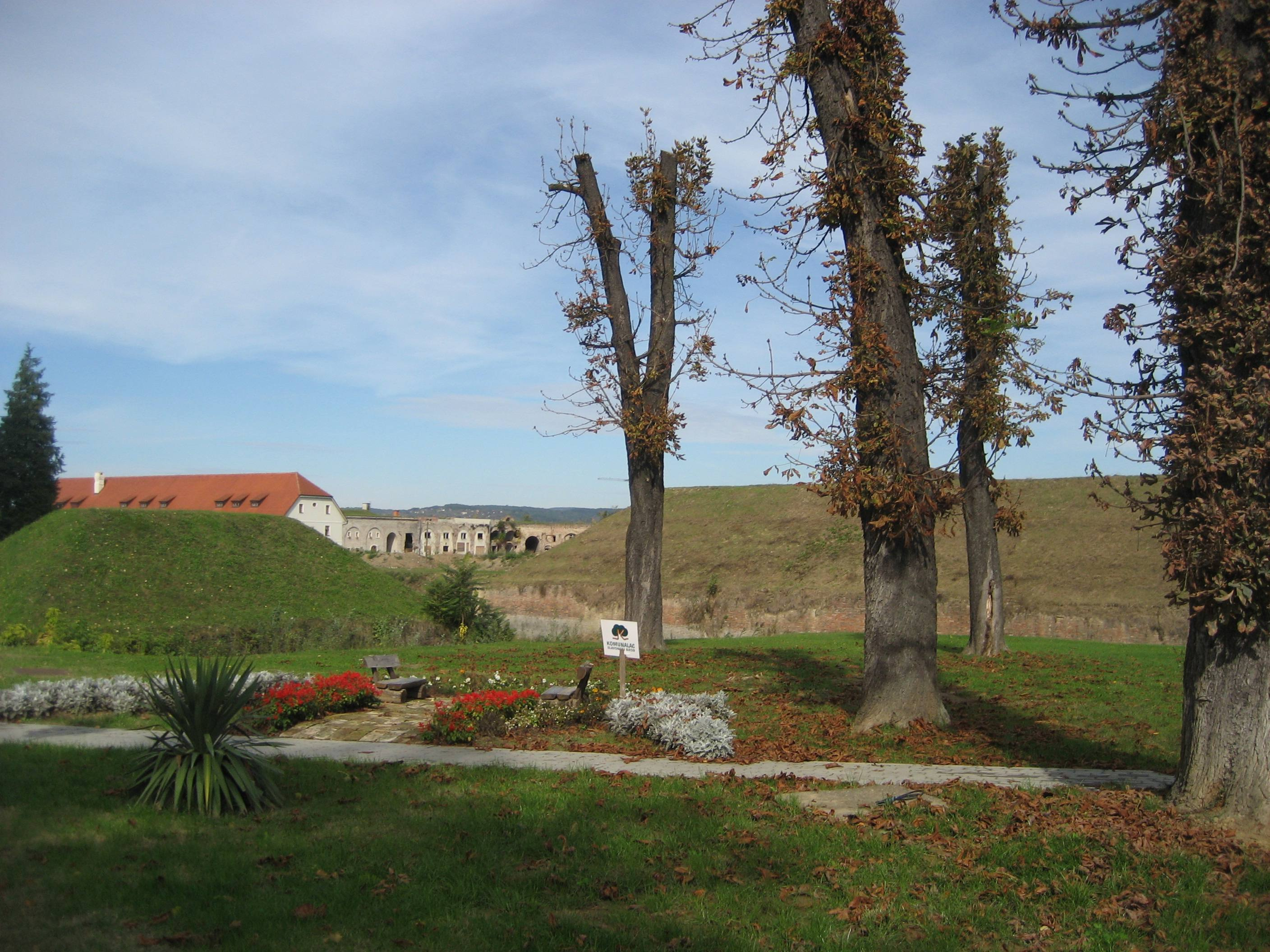
Festung Brod, Eingangsbereich

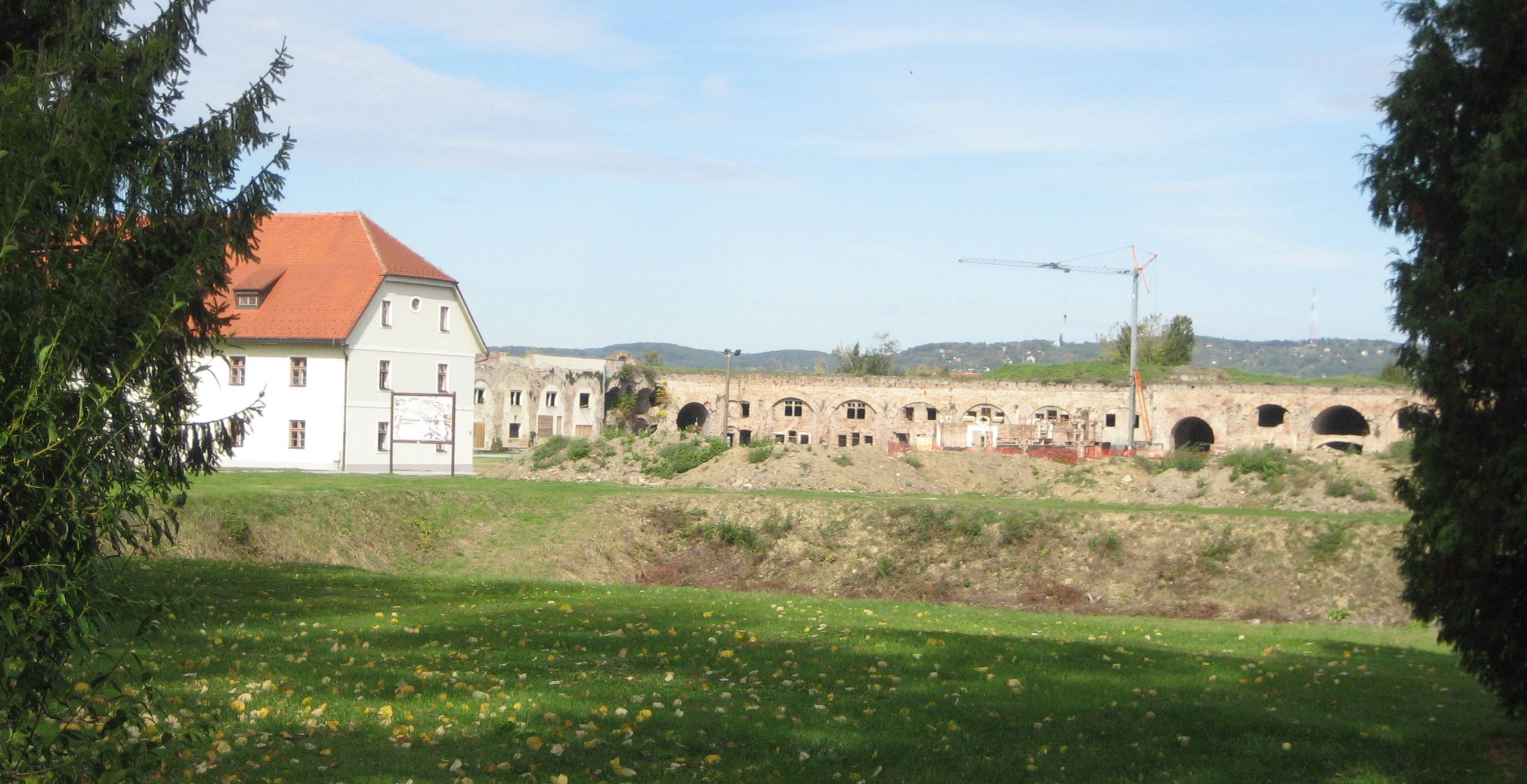
Festung Brod

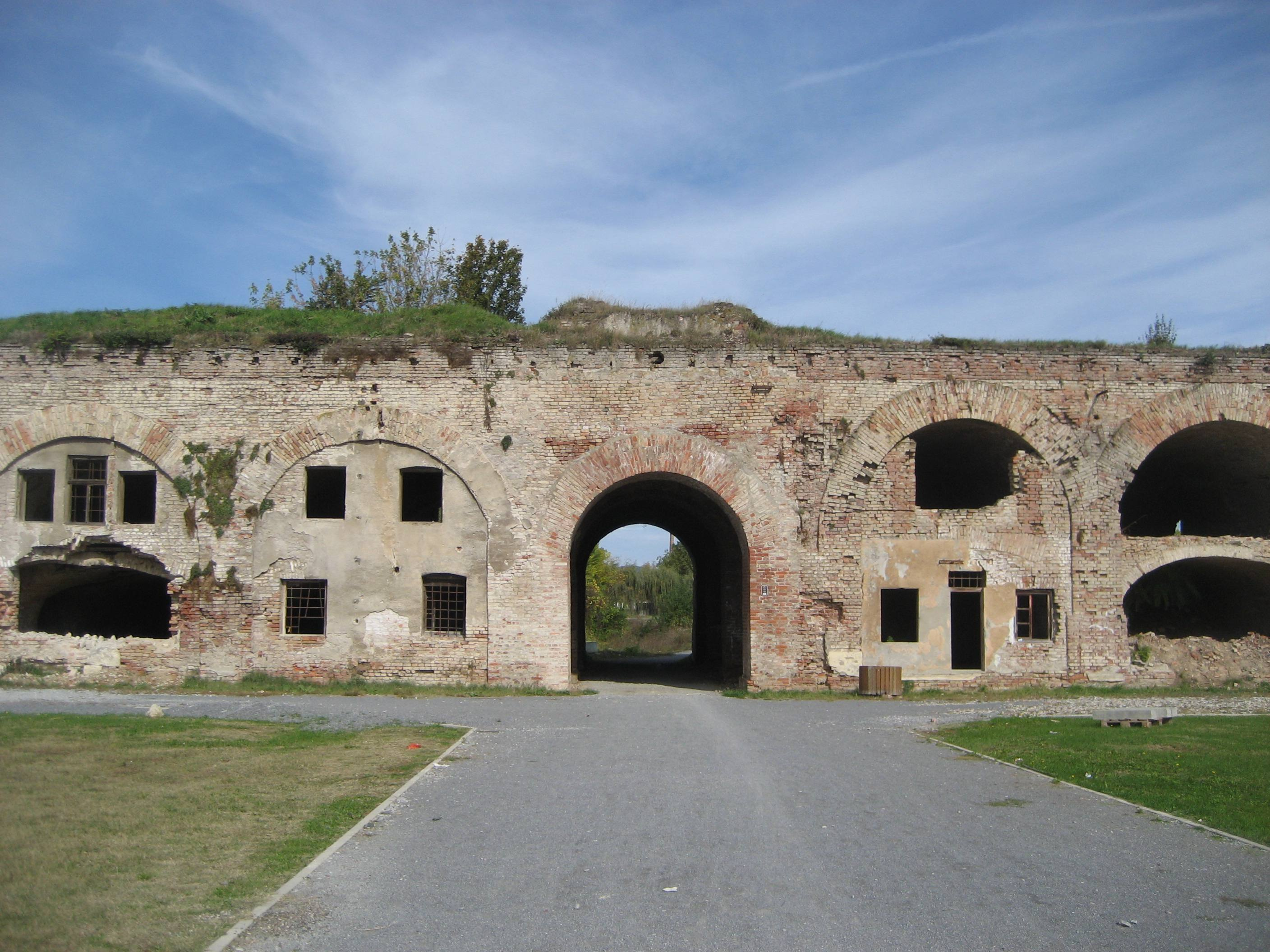
Festung Brod

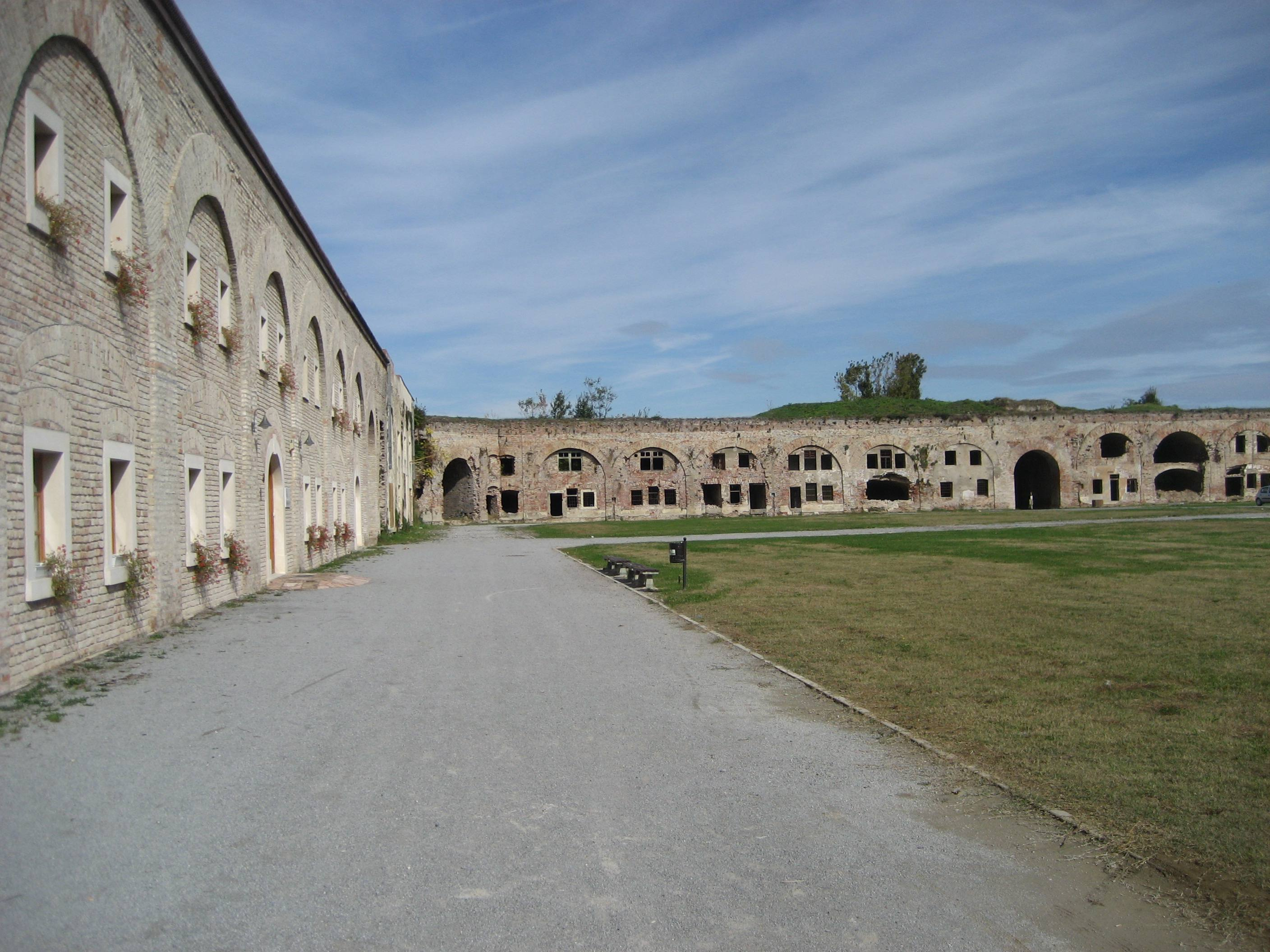
Festung Brod

Die Festung Brod (kroatisch Tvrđava Brod) ist eine große kaiserliche und königliche Grenzfestung aus dem Zeitalter des Barock in Kroatien. Sie wurde zwischen 1715 und 1780 an der damaligen Militärgrenze an der Save erbaut. Sie befindet sich in der Stadt Slavonski Brod und ist als Sehenswürdigkeit für Besucher geöffnet.
Brod hatte im 18. Jahrhundert eine bedeutende strategische Stellung als Übergang an der Militärgrenze zwischen dem Osmanischen Reich und der Habsburgermonarchie.
Aus diesem Grund ließ Eugen von Savoyen diese Festung durch Frondienste der lokalen Bevölkerung errichten.

## Architektur
Die Festung Brod wurde gleichförmig und sternförmig gestaltet. Da sich in der Umgebung keine Steine als Baumaterial befinden, wurde vorwiegend aus Ziegelsteinen gebaut. Sie war für die Unterbringung von 4000 Soldaten und 150 Kanonen ausgelegt und umfasst eine Gesamtfläche von 141 Morgen Land.
Die Festung hatte drei Verteidigungslinien und wurde von Wassergräben umgeben.
Im Jahr 1860 wurde die Festung als militärisch bedeutungslos aufgegeben. Erst zu Beginn des 20. Jahrhunderts durfte im näheren Umkreis gebaut werden.
Zwischen 1945 und 1991 befand sich in der Festung eine Kaserne der Jugoslawischen Volksarmee.

## Die Festung heute
Dieses einzigartige Bauwerk steht als Kulturdenkmal unter gesetzlichem Schutz und wird schrittweise erneuert.
Innerhalb der Festung befindet sich die Galerie Ružić.

## Fotos

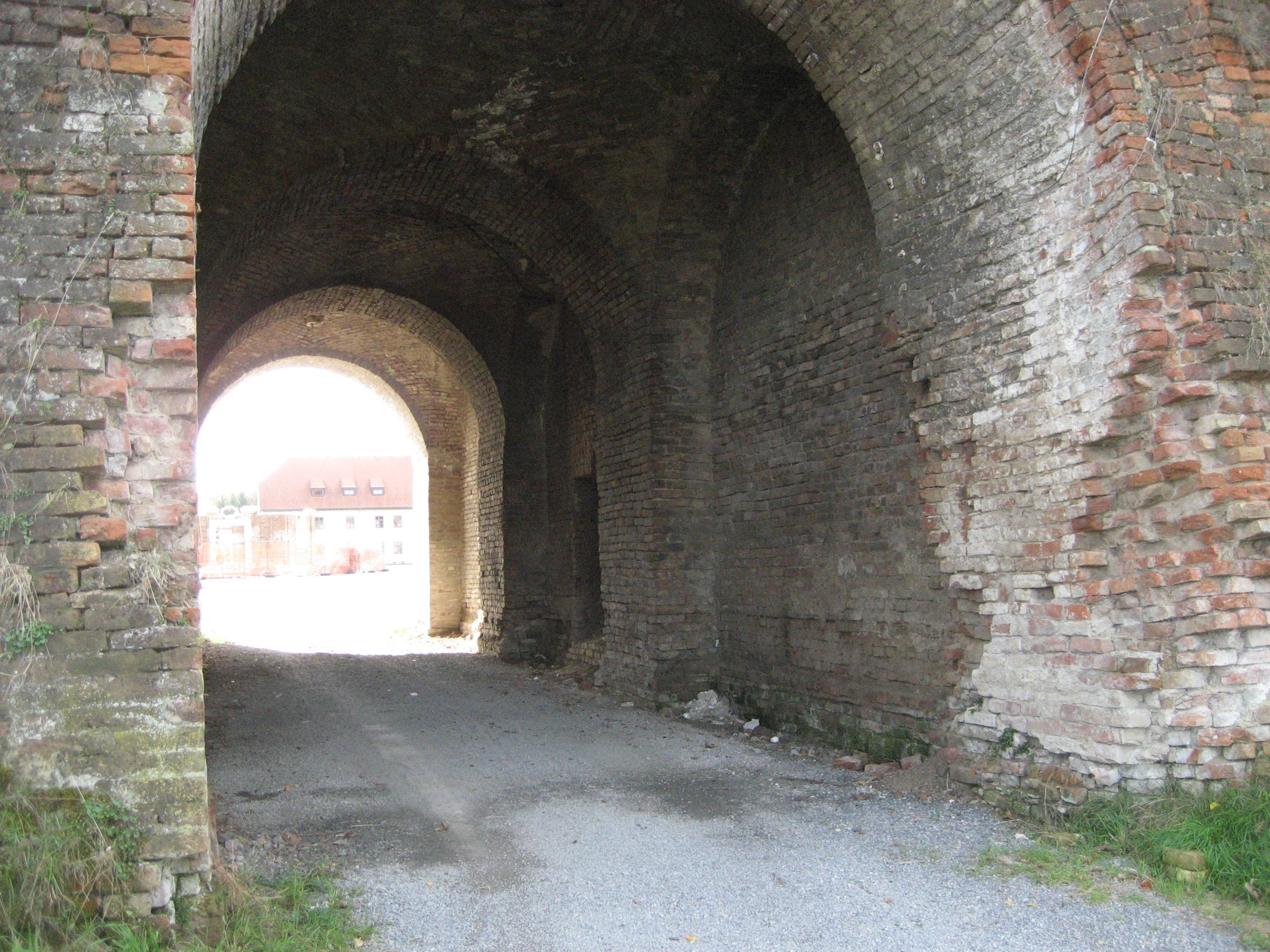
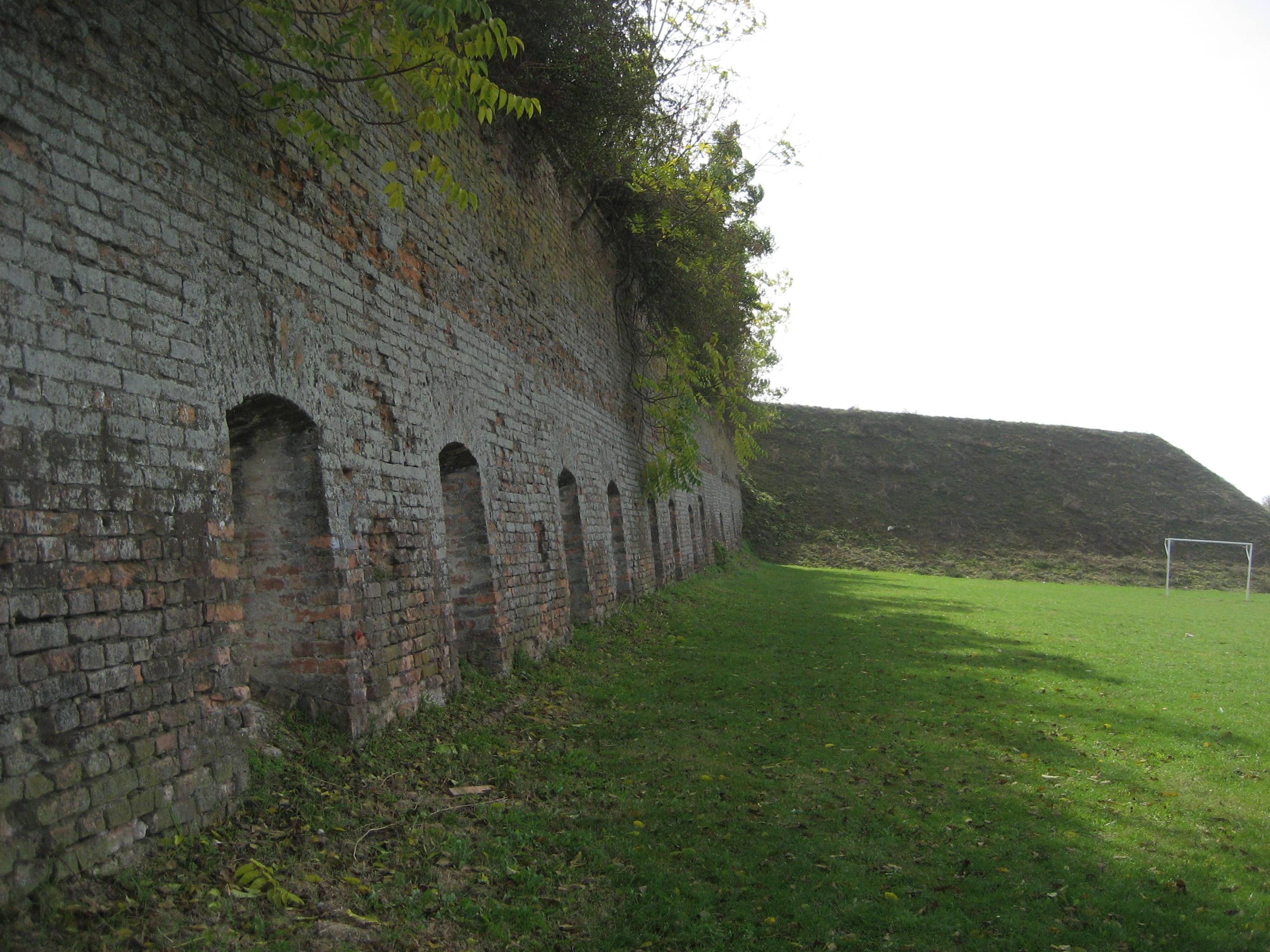
Ostseite
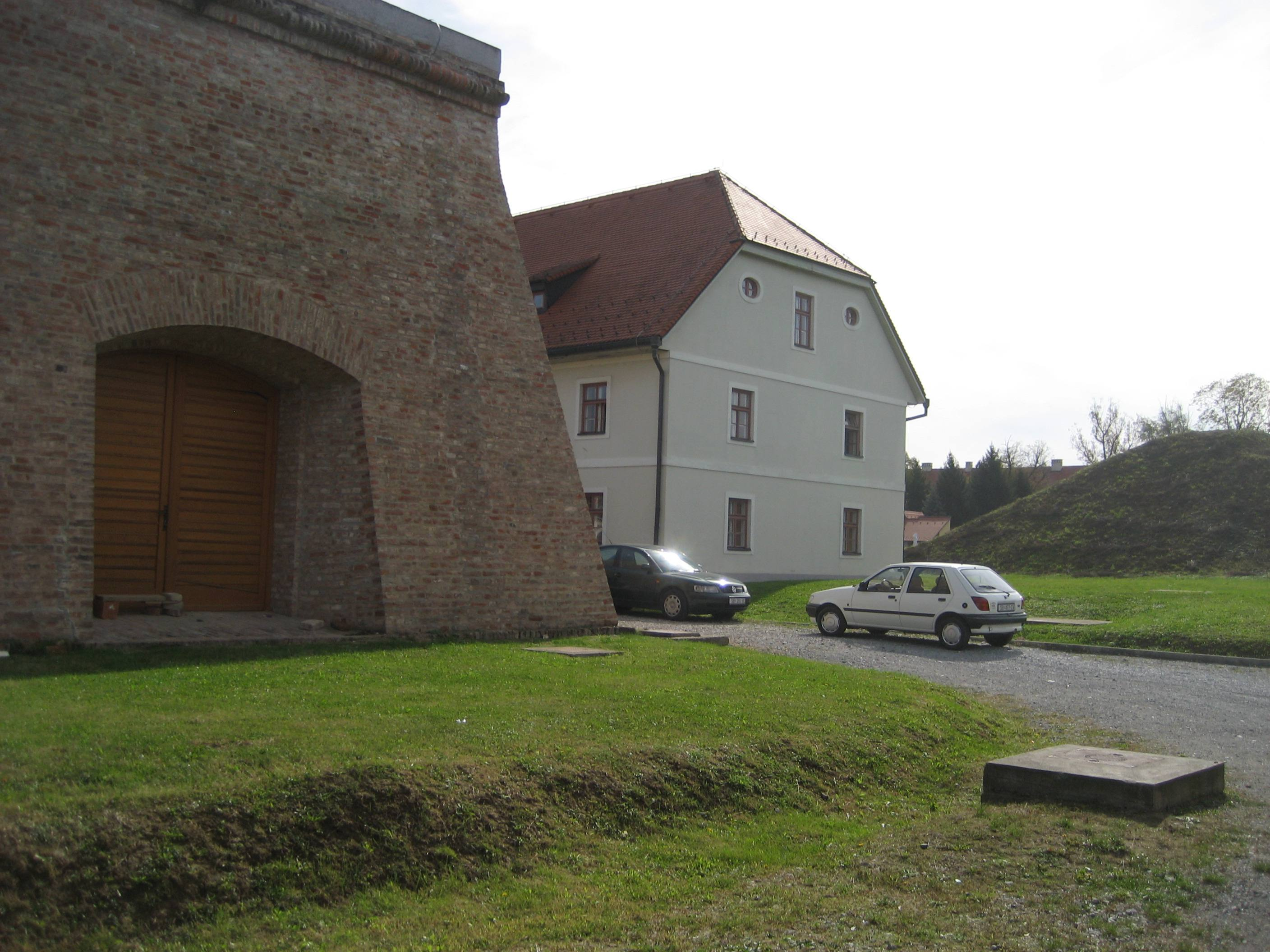
Ostseite der Festung
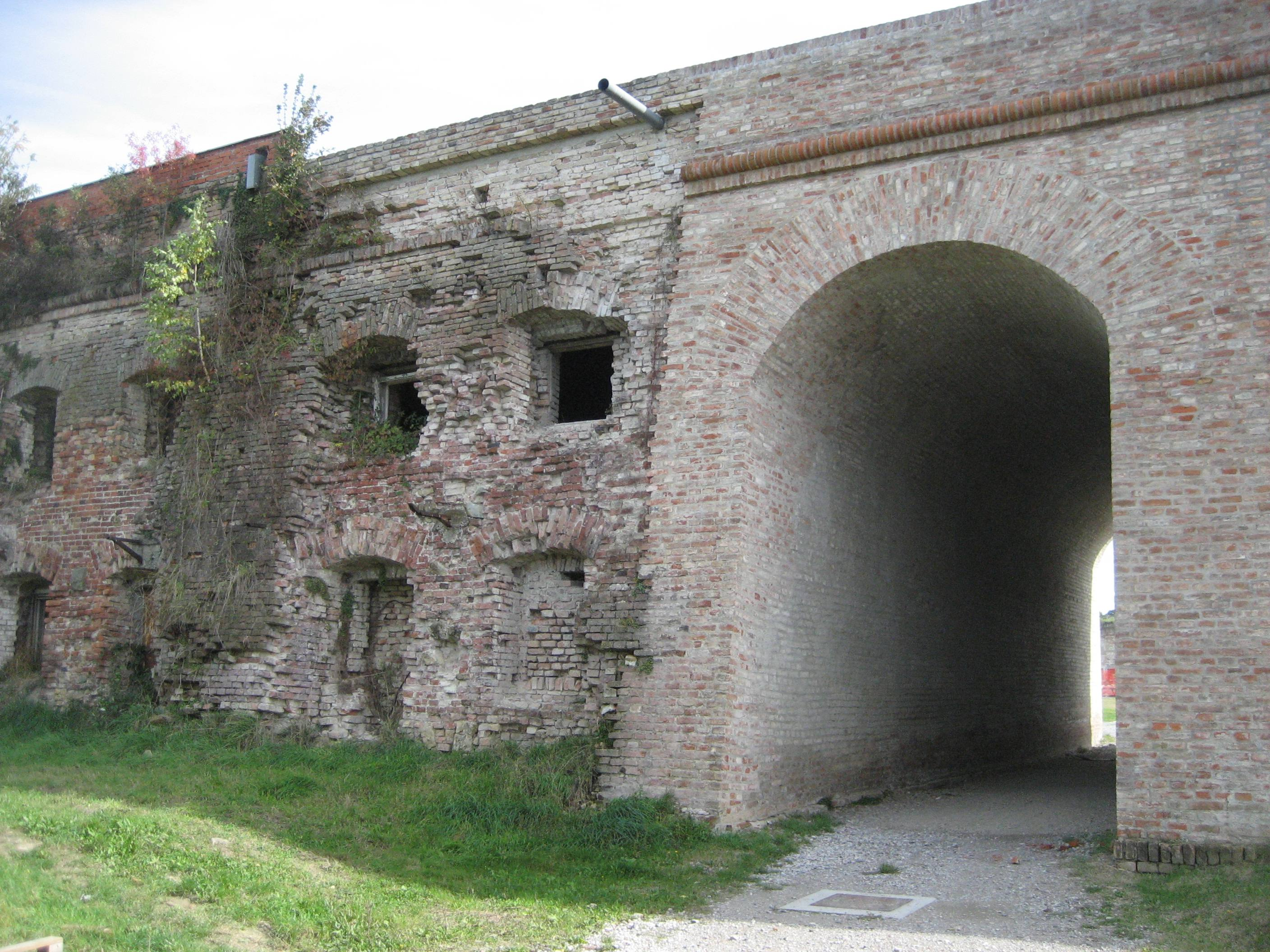
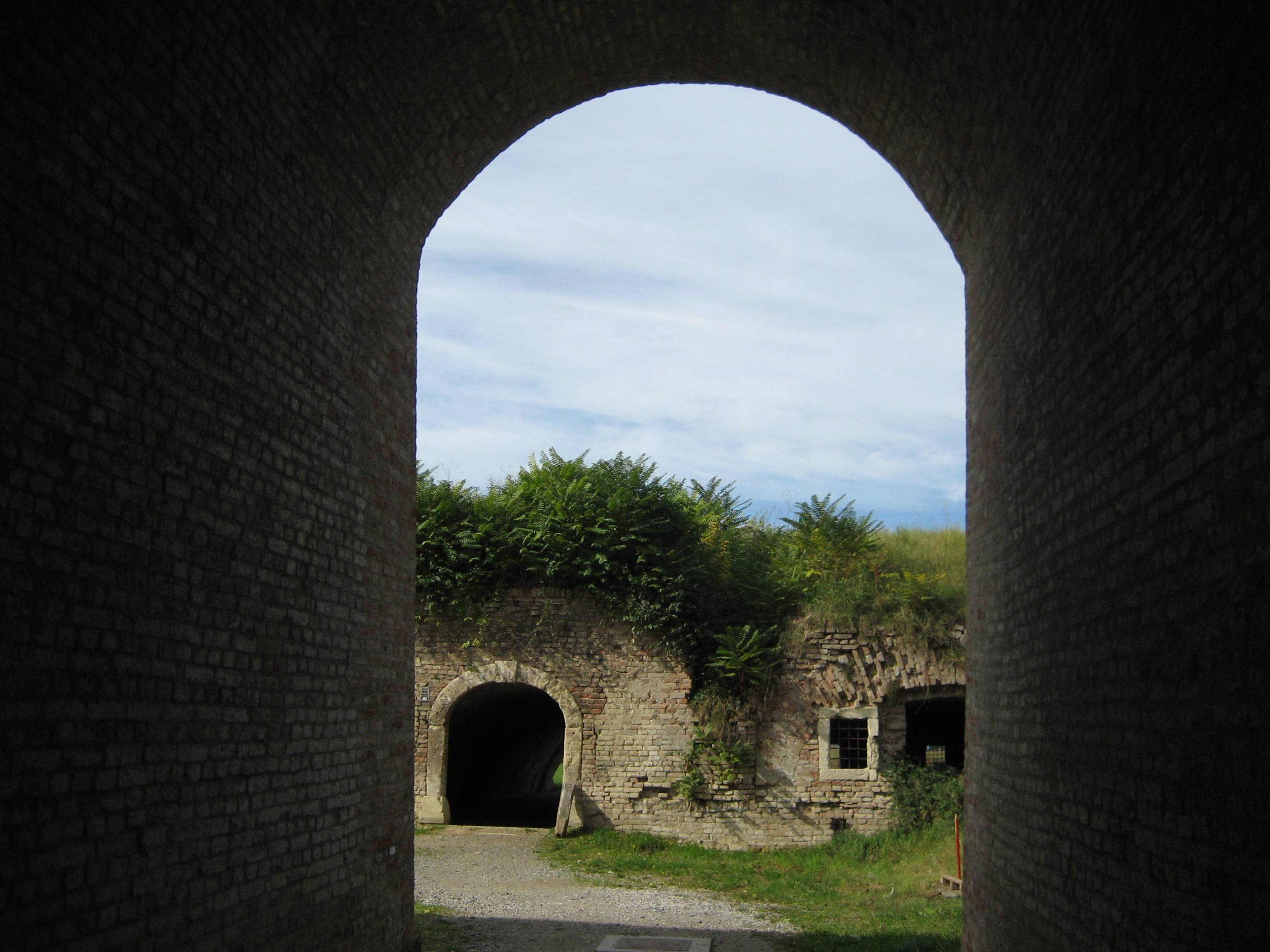
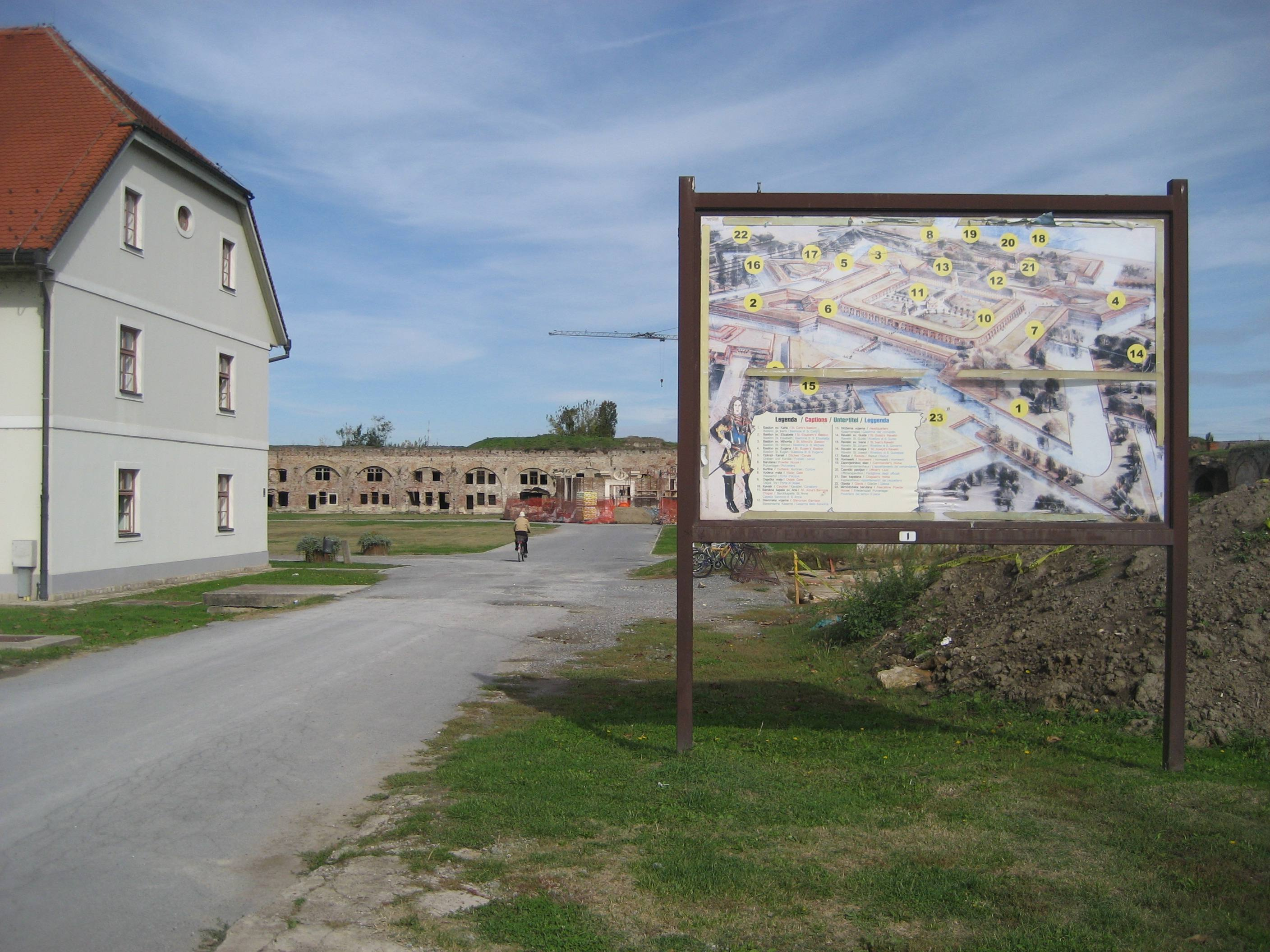
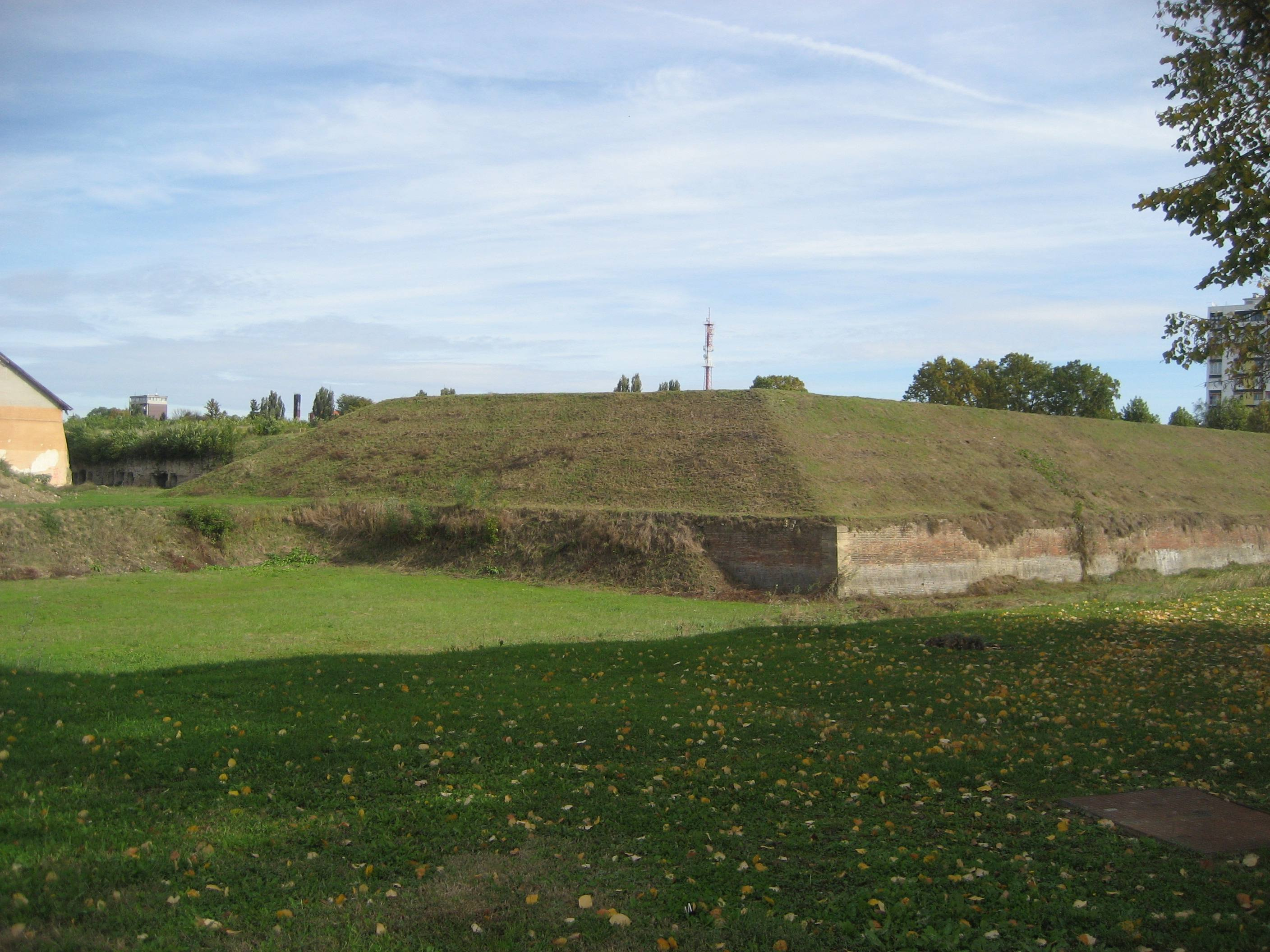
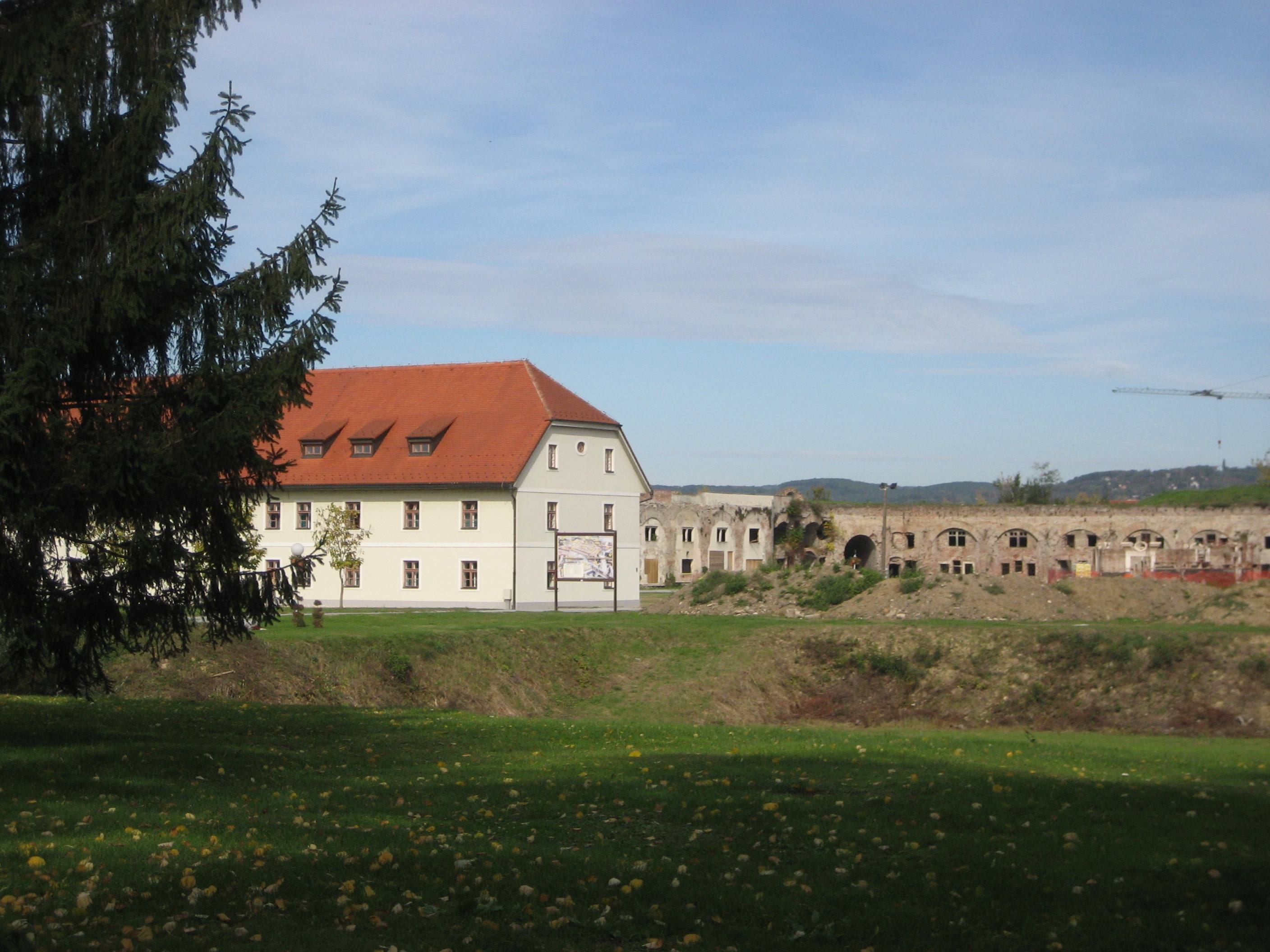